# Blocktraining
Der Begriff Blocktraining, teilweise auch „Block Periodisierung“ (englisch: block periodization) genannt, beschreibt eine spezielle Trainingsform, die insbesondere im Leistungssport genutzt wird, um sportliche Höchstleistungen zu erzielen. Im Bereich der Persönlichkeitsentwicklung sowie im Rahmen wirtschaftlicher Weiterbildungen und Trainings wird Blocktraining ebenfalls angewendet.

## Die Entwicklung des Blocktrainings
Die Erfolge des Blocktrainings wurden bereits durch Läufer unter dem Trainer Arthur Lydiard bei den Olympischen Spielen ab 1960 gefeiert. Bei den Olympischen Spielen 1972 wurde es deutlich, dass ein Training à la Lydiard und die traditionelle Periodisierung des sportlichen Trainings nicht kompatibel waren. Aus diesen Prinzipien der Trainingslehre gab es dann in der Trainingswissenschaft als Weiterentwicklung das Blocktraining Anfang der 1980er Jahre durch den russischen Sportwissenschaftler Vladimir Issurin. Die erste Veröffentlichung zu den Trainingsprinzipien des Blocktrainings erschien 1985 zuerst in russischer Sprache. Das  Trainingskonzept setzte sich in den folgenden Jahren international insbesondere in den folgenden Sportarten durch:
- Ausdauersport
- Mannschaftssportarten wie Handball und Volleyball
- Kraftsport

Erst 20 Jahre nach der Entwicklung des Blocktrainings schrieb und veröffentlichte Vladimir Issurin sein Buch Block Periodization in englischer Sprache.
Die neueren Arbeiten setzen mit dem Blocktraining gezielte Trainingsreize, indem herkömmliches Training mit Blocktraining verglichen wird. Hierbei sind der Trainingsumfang und die Trainingsintensität identisch, es wird lediglich das Mischungsverhältnis von verteilt (herkömmlich) zu massiert (Blocktraining) variiert. Hierbei zeigt sich das Blocktraining überwiegend überlegen.

## Das Prinzip des Blocktrainings
Genau wie die klassische Periodisierung zielt das Blocktraining darauf ab, einen Trainingsprozess in Zyklen und Perioden aufzuteilen. Dies geschieht vor dem Hintergrund, dass ein Mensch sowohl im Sport als auch anderen Lebensbereichen Höchstleistungen nicht dauerhaft erbringen kann. Deshalb erfolgen die übliche Periodisierung und das Blocktraining in unterschiedlichen Schwierigkeits- und Leistungsstufen. Diese beinhalten wiederum Regenerationsphasen, die gemäß der sportwissenschaftlichen Theorie der üblichen Periodisierung und des Blocktrainings als wichtige Grundlage für neue Höchstleistungen dienen. Dieser Effekt wird  in der Sportwissenschaft auch als Superkompensation beschrieben. Neuerdings wird jedoch zwischen Blocktraining und Blockperiodisierung unterschieden, je nachdem, ob man innerhalb der traditionellen Periodisierung mit Blöcken trainiert (da z. B. Kraft und Ausdauer getrennt effektiver trainiert werden können als kombiniert) oder ob man das gesamte Training in Blöcken organisiert, wodurch die klassische Periodisierung aufgehoben ist.
Im Training gibt es jedoch nicht nur die nach biologischen Prinzipien verlaufende Superkompensation, sondern auch Prozesse des Lernens. Beim Blocktraining kommen dabei Elemente des massierten Lernens zum Tragen,  bei der traditionellen Periodisierung ist es eher verteiltes Lernen.
Im Gegensatz zur klassischen Periodisierung werden beim Blocktraining die Trainingsinhalte nicht nur zeitlich aufgegliedert. Zusätzlich erfolgt eine Trennung der verschiedenen Trainingskompetenzen bzw. notwendigen Fähigkeiten. So werden beispielsweise im Ausdauersport die motorischen Fähigkeiten, Schnelligkeit und Kraftausdauer separat trainiert, um die Potentiale in den einzelnen Leistungspunkten möglichst optimal auszuschöpfen. Diese Vorgehensweise ermöglicht es, sich auf einen Trainingsreiz, anstatt auf mehrere Trainingsreize zu konzentrieren und so in Kombination dieser noch bessere Leistungen zu erzielen.
Auch außerhalb des Sports zeichnet sich das Blocktraining durch seine spezielle zeitliche und auch inhaltliche Untergliederung in Phasen und Trainingsschwerpunkte aus.

## Die Einsatzbereiche des Blocktrainings
Grundsätzlich lässt sich das Blocktraining für das Training verschiedenster Kompetenzen einsetzen, die ein Mensch oder auch ein Team besitzt. Verstärkt wird Blocktraining im Leistungssport beim Training motorischer Fähigkeiten eingesetzt. Insbesondere Ausdauer-, Kraft- und Mannschaftssportarten nutzen diese Trainingsmethode.